# Rodrigo Corrales
Rodrigo Corrales (født 24. januar 1991 i Cangas, Spanien) er en spansk håndboldspiller, der til dagligt spiller for klubben Paris Saint-Germain Handball i Frankrig.